# Chactas exsul
Chactas exsul is een schorpioenensoort uit de familie Chactidae die voorkomt in Midden-Amerika. De soort is 3 tot 4 cm groot.
Het verspreidingsgebied van Chactas exsul omvat Costa Rica (Limón) en Panama, waar de soort voorkomt tot in Darién. Caribisch laaglandregenwoud vormt het leefgebied van deze schorpioen.